# Brecht in America
Brecht in America è un film del 1971 diretto da Marco Parodi.
Il film narra le vicende di Bertold Brecht negli Stati Uniti, dove il drammaturgo aveva trovato riparo dopo la fuga dall'Europa per la propria contrarietà al nazismo. In particolare tratta del conflitto fra Brecht e la commissione per le attività antiamericane, presieduta dall'allora senatore Richard Nixon.

## Trama
Dopo l'arrivo negli Stati Uniti, con un coro di ragazze dalla città di Mahagonny, Brecht è all'indice, in un'ampia, spoglia e severa - quasi razionalista - aula tribunalizia. Confrontato da un drappello di cinque incalzanti inquisitori della Commissione per le attività antiamericane ossessionati dal comunismo, il drammaturgo cerca di rispondere alle martellanti critiche che gli vengono mosse. Alcuni operai, riuniti allegoricamente in un coro con orchestra, appaiono oniricamente come agitatori.

## Produzione
Il film è stato prodotto da Faber Cinematografica per la Rai.
Intervistato nel 1977 in merito alla produzione della pellicola, Parodi dichiarò:
(Marco Parodi, 1977)

## Accoglienza
Il film è stato presentato al Premio Italia di Torino del 1972, nella rassegna dedicata ai lavori sperimentali della produzione francese, tedesca e italiana. In questa occasione, la stampa lo descrisse come un lavoro di grandissimo interesse.